# Зуева, Мария Матвеевна
Мария Матвеевна Зуева (20 июля 1919, Горьковский район — 24 декабря 1993) — советский хозяйственный, государственный и политический деятель, Герой Социалистического Труда.

## Биография
Родилась в 1919 году в селе Серебряное. Член КПСС с 1965 года.
С 1936 года — на хозяйственной, общественной и политической работе. В 1936—1980 гг. — работница Омской меховой фабрики, комсомолка, на комсомольской и агитационной работе в Оконешниковском районе, ученица фрезеровщика, токарь, наладчица, бригадир токарей на Сибирском заводе сельскохозяйственного машиностроения в Омске.
Указом Президиума Верховного Совета СССР от 7 марта 1960 года присвоено звание Героя Социалистического Труда с вручением ордена Ленина и золотой медали «Серп и Молот».
Избирался депутатом Верховного Совета РСФСР 5-го и 6-го созывов.
Почётный гражданин города Омска.
Умерла в Омске в 1993 году. Похоронена на Старо-Северном кладбище.